# Soramimi
Soramimi (空耳, "pensar haver sentit", o "fingir no haver sentit") és una paraula japonesa que, en el context de la cultura japonesa contemporània de memes d'Internet i el seu argot relacionat, s'utilitza habitualment per referir-se a la reinterpretació homofònica humorística, interpretant deliberadament paraules com altres paraules que sonen semblants per fer broma.
La paraula s'utilitza habitualment pel seu significat literal original. És similar al concepte expressat per la paraula anglesa mondegreen, però fet deliberadament.

## Origen
L'ús de l'argot es deriva del segment que ja fa molt de temps que és en antena "Hora de Soramimi", del programa de televisió Tamori Club del còmic japonès Tamori. Tamori és un dels "tres grans" còmics de televisió del Japó, i és molt influent. El segment, en el qual ell i el seu co-presentador miren mini-sketches basats en les presentacions dels fans, va començar el 1992.

## Desenvolupament
A la cultura japonesa moderna d'Internet, soramimi també inclou vídeos amb subtítols de subtítols malinterpretats amb humor o transcripcions de text que fan el mateix. A diferència de la traducció homofònica, el soramimi pot estar contingut en una sola llengua. Un exemple d'humor "soramimi" limitat al japonès es pot veure a la cançó Kaidoku Funō del grup de rock Jinn, en què la lletra " tōkankaku, hito no naka de " ("sentiment de distància, entre la gent "), que es considera difícil de distingir pels oients japonesos, són malinterpretats intencionadament com " gōkan da, futon no naka de " ("és una violació, en un futó ") per motius còmics.
Soramimi s'aplica tant al diàleg com a les lletres de cançons. Per exemple, a la pel·lícula Downfall del 2004, quan Adolf Hitler diu " und betrogen worden ", es presenta erròniament com " oppai purun purun " ("titty boing boing ").
L'humor Soramimi va ser un element bàsic en la cultura de l'animació japonesa basada en la plataforma Flash de missatgeria instantània, des de finals dels 1990 fins a mitjans dels 2000. Més tard es va fer molt popular a Niconico, un lloc web japonès per compartir vídeos en què els comentaris se superposen directament al vídeo, sincronitzats amb temps de reproducció específics, permetent que els subtítols soramimi s'afegeixin fàcilment a qualsevol vídeo.